# Silvie mediteraneeană
Silvia mediteraneeană (Sylvia melanocephala), numită și silvie cu ochii roșii, este o pasăre parțial migratoare din familia silviidelor, ordinul paseriformelor, răspândită în sudul Europei (în jurul Mediteranei și în insulele sale), la est până în Bulgaria, Turcia și Orientul Apropiat, precum și în nordul Africii. Iernează în nordul Africii discontinuu, la sud din Senegal până în Sudan. Sunt descrise 5 subspecii: Sylvia melanocephala melanocephala, Sylvia melanocephala leucogastra, Sylvia melanocephala valverdei, Sylvia melanocephala momus și Sylvia melanocephala norrisae (dispărută). Subspecia Sylvia melanocephala melanocephala apare accidental în România și Republica Moldova (prezența ei în Republica Moldova este discutabilă). În România a fost observată pentru prima dată în 1970 pe coasta Mării Negre în zona cu boschete și tufe de Tamarix, la Agigea. Este întâlnită în mărăcinișurile și tufișurile din regiuni deschise sau stâncoase, dar și în pădurile cu subarboret. Este o pasăre mică, având o lungime de 13-14 cm, cât vrabia, și o greutate de 14-23 grame. Longevitatea maximă înregistrată este de 7 ani și 7 luni. La mascul, creștetul, ceafa și partea de sus a obrazului sunt negre, în contrast cu albul gușii și al părții de jos a obrazului, pieptul alb; partea dorsală este cenușie, iar partea inferioară albicioasă cu flancurile și subcodalele cenușii; coada în formă de evantai, cu rectricele externe albe la vârf și pe steagul extern, restul sunt negre, tivite cenușiu. Femela are brun-cenușiu în loc de negru la cap, uneori cu câteva pene negre, spatele ei este brun, rectricele externe cu alb curat. La ambele sexe picioarele sunt brune-roz, irisul brun, inelul ocular și pleoapa roșii. Se hrănește în principal cu artropode: insecte și larvele lor, păianjeni, uneori și cu melci mici. Consumă și fructe, în special toamnă și iarna. Culege insectele mai ales în tufărișuri, de asemenea de pe sol și din copaci mici. Este o specie monogamă, solitară, teritorială. Sezonul de reproducere de obicei în martie- iunie. Depune 1-3 ponte pe an, de obicei două. Cuibul este construit în principal de către femelă și are forma unei cupe făcute din iarbă; el este amplasat de obicei la 30-60 cm deasupra solului în tufărișuri, mai rar printre ierburi dese sau în copaci mici. Ponta constă din 3-5 ouă. Incubație este asigurată de ambele sexe și durează 12-15 zile. Puii rămân în cuib 12-13 zile și sunt hrăniți de ambii părinți, după părăsirea cuibului ei sunt îngrijiți de părinții încă 2-3 săptămâni.

## Taxonomie
Sunt recunoscute patru subspecii actuale și una dispărută (S. m. norrisae)
- Sylvia melanocephala melanocephala (J. F. Gmelin, 1789) - în sudul Europei (în jurul Mării Mediterane și în insulele sale), la est până în Bulgaria, vestul Turciei și în nord-vestul Africii (cu excepția Saharei de Vest), la est până în nordul Libiei. Iernează discontinuu mai la sud în Africa din nordul Senegalului la vest până în nordul Sudanului la est.

- Sylvia melanocephala leucogastra (Ledru, 1810) - în Insulele Canare.

- Sylvia melanocephala valverdei J. Cabot & Urdiales, 2005 - în sudul Marocului și în Sahara de Vest (la sud până la Tropicul Racului).

- Sylvia melanocephala momus (Hemprich & Ehrenberg, 1833) - în Levant din vestul Siriei și Liban spre sud până la extremitatea nord-estică a Egiptului (nordul Sinaiului).

- † Sylvia melanocephala norrisae Nicoll, 1917 - în nordul Egiptului (Faiyum).

Variația geografică în cadrul fiecărei subspecii este în mare măsură clinală, devenind mai complexă în zonele insulare (în special în Insulele Canare); subspecia leucogastra este uneori sinonimizată cu subspecia nominată, însă un studiu detaliat sugerează revalidarea sa, deși acest lucru este respins de alți autori; variația (în culoare și dimensiune) în insule, este totuși evidentă și necesită cercetări suplimentare. Subspecia valverdei descrisă recent reprezintă un nou grad a variabilității speciei, probabil legată de condițiile ecologice particulare din deșertul Sahara. Subspeciile propuse pasiphae (descrisă în Creta) și carmichaellowi (din sud-estul Italiei) sunt considerate că se încadrează în gama de variație a subspeciei nominate și sunt incluse în ea.

## Răspândirea geografică
Cuibărește în sudul Europei (în jurul Mării Mediterane și în insulele sale), la est până în Bulgaria, vestul Turciei și în nord-vestul Africii la est până în nordul Libiei. Iernează în nordul Africii.
Este o specie indigenă în: Albania, Algeria, Andorra, Bosnia și Herțegovina, Bulgaria, Croația, Cipru, Egipt, Franța, Gibraltar, Grecia, Israel, Italia, Iordania, Liban, Libia, Macedonia, Malta, Mauritania, Muntenegru, Maroc, Niger, Teritoriul Palestinian, Portugalia, Senegal, Serbia, Slovenia, Spania (inclusiv Insulele Canare), Sudan, Siria, Tunisia, Turcia, Sahara Occidentală.
Apare accidental în: Austria, Republica Cehă, Danemarca, Finlanda, Germania, Ungaria, Islanda, Republica Moldova (prezența ei în Republica Moldova este discutabilă), Olanda, Norvegia, Oman, Polonia, România (pe lista IUCN figurează ca cuibăritoare în România), Arabia Saudită, Suedia, Elveția, Ucraina, Marea Britanie.

## Habitatul
Este probabil una dintre cele mai răspândite silvii mediteraneene: prezentă în toate tipurile de habitate calde de la altitudini joase până la 1200-1300 m în cea mai mare parte a arealului și până la 1800 m în nord-vestul Africii. Locuiește în machia, garige, habitate uscate de coastă, medii urbane și suburbane (inclusiv în grădini) și terenuri agricole abandonate; prezentă și în culturi mediteraneene, ca măslinele, migdalele, livezile, plantații de citrice, vii, dar preferă peisajele mozaice cu garduri vii, tufișurile și păduricile de pin, în special cele cu pini de Alep (Pinus halepensis); comună în pădurile de stejar verde (Quercus ilex), în special în pădure rară cu subarboret de tufișuri. În ciuda condițiilor aparent nefavorabile, poate recoloniza habitatele mediteraneene arse, uneori chiar în al doilea an după un incendiu devastator.
Subspecia valverdei se întâlnește în trei habitate distincte de deșert din Sahara Occidentală: în vegetația cu euforbie (Euphorbia) și cu opunția (Opuntia stricta); în desișuri de tamariscă (Tamarix) și nitraria (Nitraria) care alternează cu brânca (Salicornia) și în "graras" care sunt niște cercuri concentrice de vegetație formate de euforbie, sărăcică (Salsola), oțetar (Rhus), în centrul cărora se află iarbă.
În timpul iernii în cartierele de iernat din Maroc, Mauritania, Senegal și Sudan, se întâlnesc în arbuștii de deșert, grădini, tamariscă, liziera mangrovelor și în pășuni cu acacii (Acacia); este a doua din cele mai abundente paseriforme în unele oaze din Algeria și de asemenea este văzută foarte des în copacii de acacia și în tufele de Zilla spinosa; în Tunisia este foarte abundentă în nordul și centrul țării, concentrațiile cele mai mari găsindu-se în măslinul sălbatic, fistic (Pistacia lentiscus), stejar și în machii de tuia algeriană (Tetraclinis articulata).

## Hrana

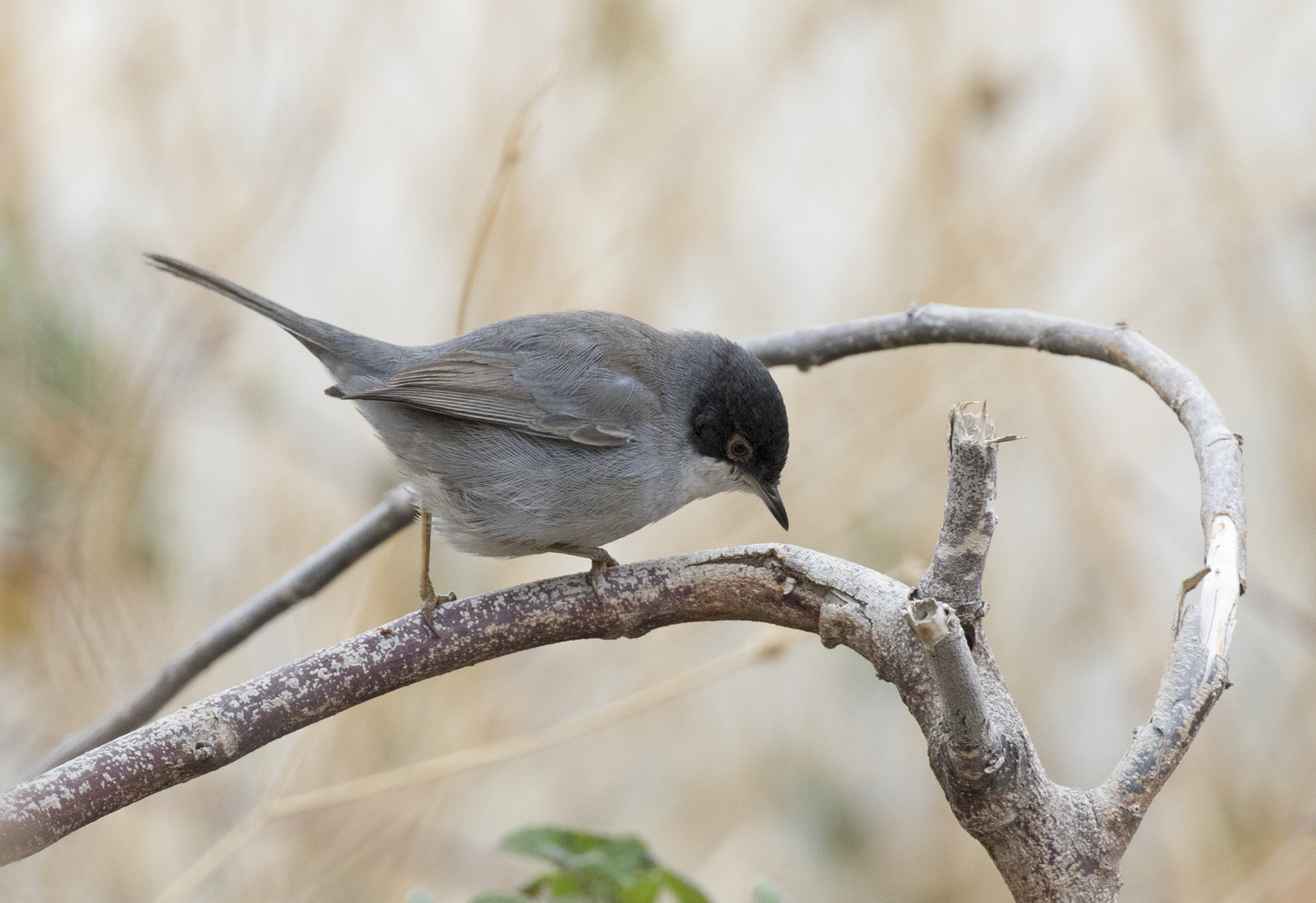
Silvia mediteraneeană în căutare de insecte

Se hrănește în principal cu artropode; consumă și cantități mari de fructe, în special toamnă și iarna, dar și pe tot parcursul anului, această hrană vegetală este probabil legată de disponibilitatea ei locală. 
Printre nevertebratele consumate se numără insectele și larvele lor din diverse ordine, de asemenea păianjeni și uneori și melci mici; în unele studii au fost înregistrați în proporții mari gândaci (coleoptere) și himenoptere. Într-un studiu din sudul Franței, în conținutul stomacurilor au fost găsite 97% nevertebrate, inclusiv 70% gândaci, 27% furnici și 18% melci. În cartierele de iernat din sudul Nigerului, au fost înregistrate în hrană urechelnițe (dermaptere), termite (izoptere), omizi, himenoptere (viespi, furnici) și gândaci.

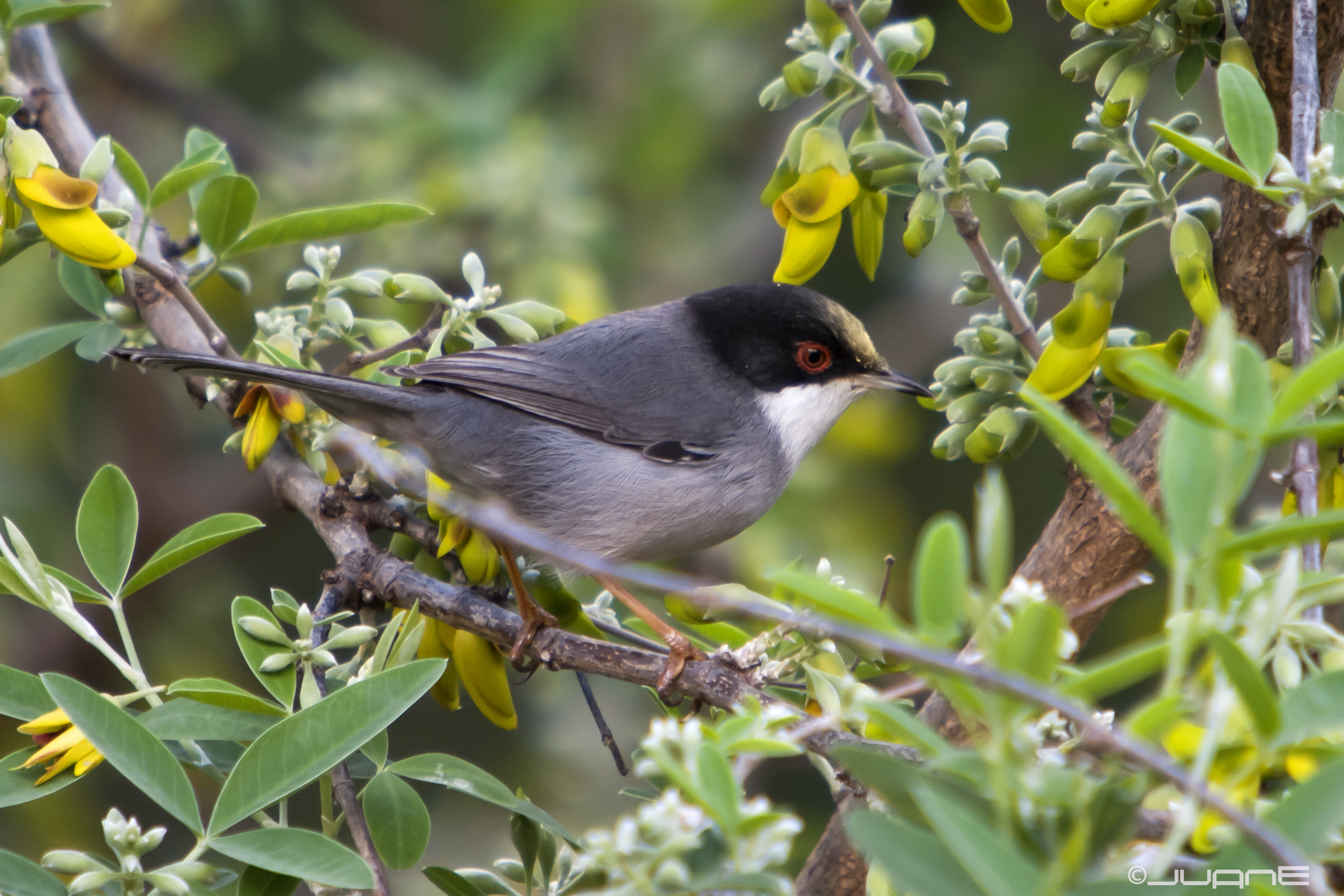
Silvia mediteraneeană (mascul), hrănindu-se cu nectar

Printre fructe, au fost consumate pe întreg arealul cele de Rhamnus (spinul cerbului, verigariu, crușin), Ficus (ficus, smochin), Rubus (mur, zmeur), Olea (măslin) și Pistacia (fistic). În Spania, fructele de verigar mediteraneean (Rhamnus alaternus) au fost consumate în mod regulat de adulți în timpul sezonului de cuibărit și cu ele au fost hrăniți și puii din cuib. Măslinele sunt o sursă importantă de hrană în timpul iernii; măsline mici sunt înghițite întregi, cele mai mari sunt parțial ciupite cu ciocul. În Israel, circa 84% din recolta anuală de fructe de caprifoi (Lonicera) sunt consumate de această specie. Adesea consumă și nectar la sfârșitul iernii și la începutul primăverii și probabil mai regulat decât s-a crezut mai înainte; indivizii acestei specii apără uneori unele plante împotriva păsărilor mai mici. Mănâncă și pâine și arahide, iar în timpul iernii uneori vizitează hrănitoarele pentru păsări.
Se hrănește mai ales în tufărișuri, dar și pe pământ și în copaci mici.

## Reproducerea

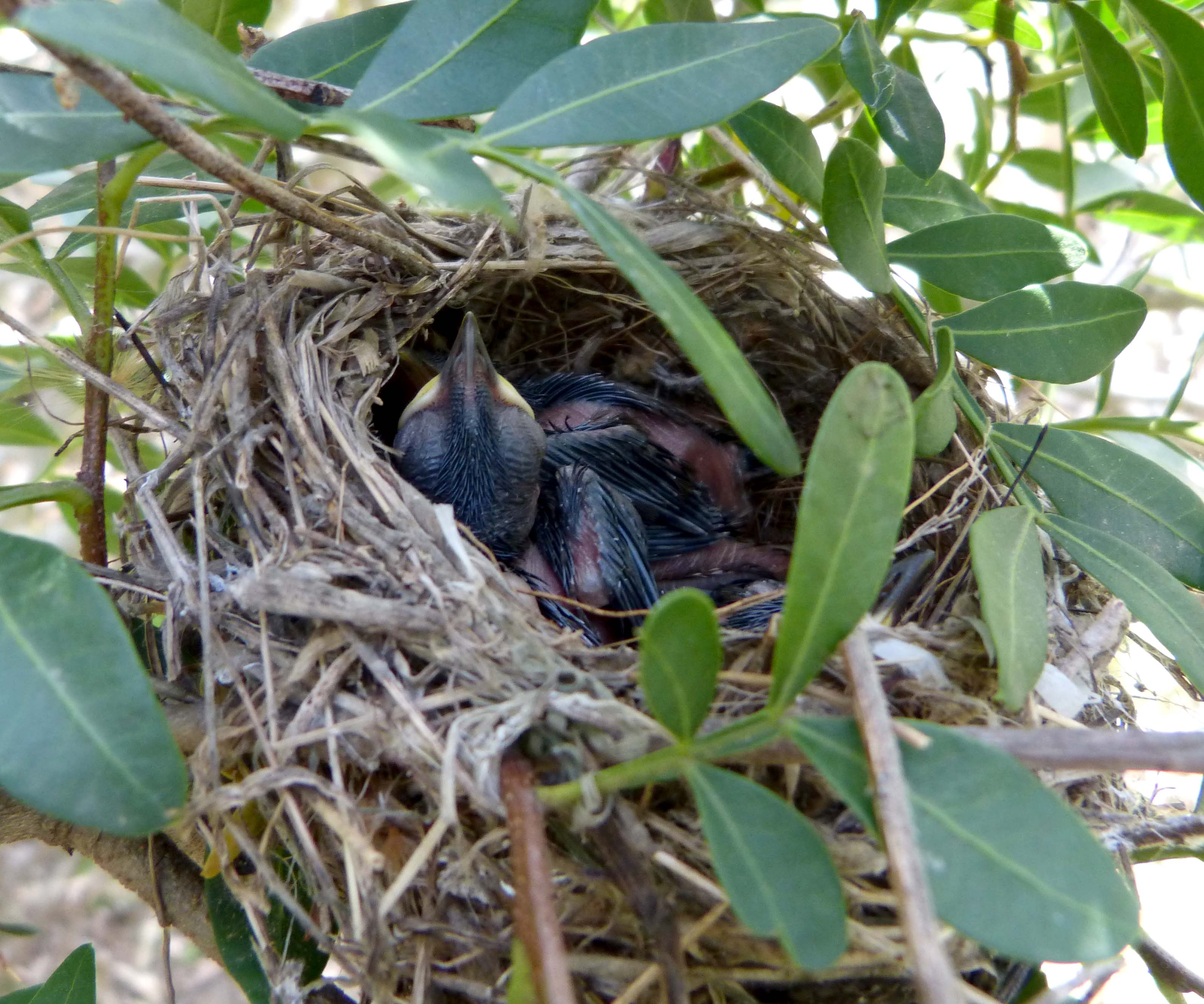
Cuibul și puii

Este o specie monogamă; solitară, cuibăritor teritorial.
Sezonul de reproducere de obicei în martie- iunie, unele perechi mai devreme, în februarie, în Maroc s-a observat că adulți încă hrănesc puii zburători la sfârșitul lui octombrie; depun 1-3 ponte pe an, de obicei două.
Masculul începe să cânte în zbor în perioada nupțială încă din februarie, ridicându-se de pe aceeași ramură sau de pe alta la 2-3 m deasupra solului și planând cu aripile ridicate în sus.

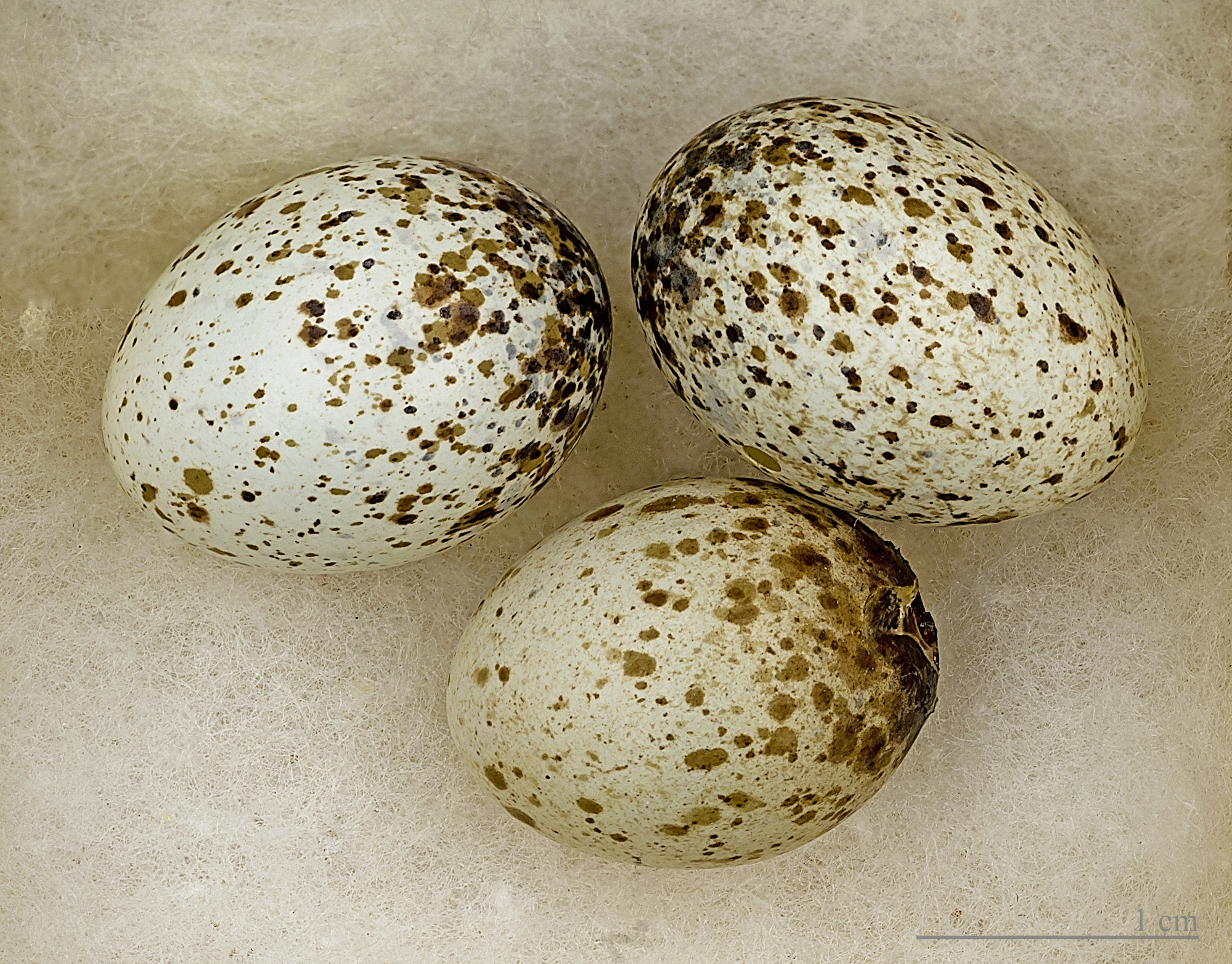
Ouăle

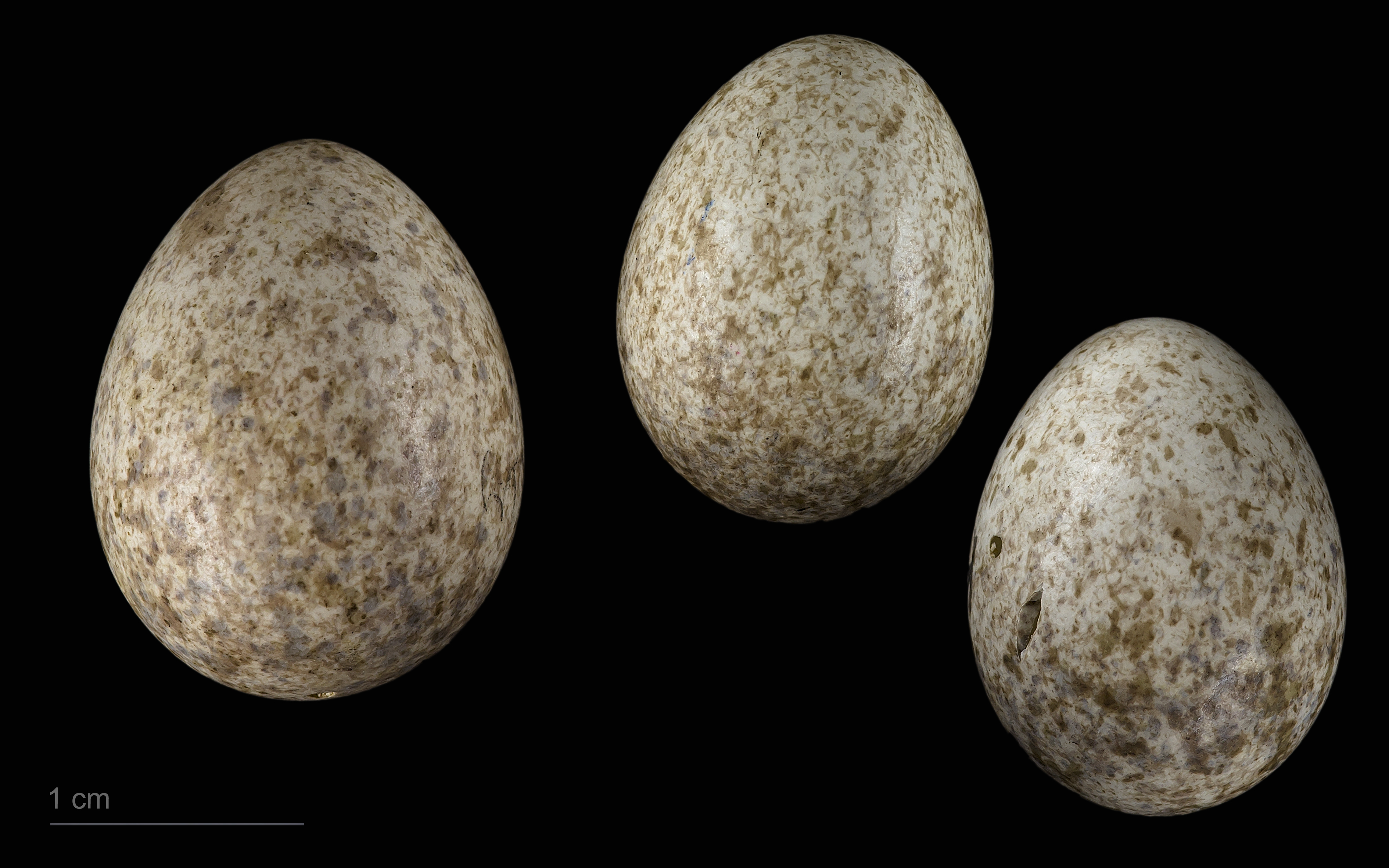
Cuculus canorus canorus într-un cuib de Sylvia melanocephala - MHNT

Cuibul construit în principal de către femelă, are forma unei cupe făcute din iarbă și este amplasat de obicei la 30-60 cm deasupra solului (în mod excepțional, până la 3 m înălțime) în tufărișuri sau mărăcinișuri, mai rar printre ierburi dese sau în copaci mici; în Spania cele mai multe cuiburi sunt amplasate la o înălțime mică în stejarul de cârmâz (Quercus coccifera), în Maroc, adesea aproape la nivelul solului în inula vâscoasă (Inula viscosa) sau palmierul pitic (Chamaerops humilis); dimensiunea medie a teritoriului este estimată la 8.779 m².
Ponta constă din 3-5 ouă, pontele timpurii și târzii sunt mai mici; incubație este asigurată de ambele sexe și durează 12-15 zile; puii sunt hrăniți de ambii părinți și rămân în cuib 12-13 zile; puii zburători care părăsesc cuibul sunt îngrijiți de părinții încă 2-3 săptămâni.
În Malta succesul reproductiv a fost estimat la 44%. Longevitatea maximă înregistrată este de 7 ani și 7 luni; rata anuală de supraviețuire a adulților este de cel puțin 55% în Gibraltar.

## Deplasări sezoniere
Este parțial migratoare. Populațiile insulare și de coastă sunt în mare parte sedentare, însă proporția celor migratoare crește în teritoriile situate departe de mare și spre nord, în special spre est (unde populațiile nordice par a fi în întregime migratorii). Pe măsură ce populațiile migratoare și cele sedentare se suprapun în cea mai mare parte a arealului, este dificil să se distingă fenologia celor migratoare; cu toate acestea, creșterea numărului lor în timpul toamnei și primăverii și prezența indivizilor în cartierele de iernat permit detectarea păsărilor în pasaj.
Majoritatea deplasărilor sunt pe distanțe scurte, dar migrația pe distanțe mari sigur are loc, după cum demonstrează prezența păsărilor care iernează la sud de Sahara; cartierele de iernat se extind spre sud în Africa într-o zonă discontinuă, la vest până în nordul Senegalului și la est până în nordul Sudanului.
Migrația de toamnă (postnupțială) are loc de la sfârșitul lui august până în decembrie, cu maximul în vestul Europei în octombrie-noiembrie; în Turcia părăsește complet unele zone până la sfârșitul lui august, iar în Cipru primii migranți sunt înregistrați la sfârșitul lui octombrie; în Israel migrația are loc în principal în noiembrie-decembrie; sosește în cartierele de iernat din Mauritania și Niger în octombrie. Recuperarea păsărilor inelate a subspeciei nominate au arătat că există deplasări între Insulele Baleare și Peninsula Iberică și chiar între Europa continentală și nord-vestul Africii. Întoarcerea la zonele de cuibărit are loc de la sfârșitul lui februarie până în aprilie; există unele variații anuale și populaționale; migrația de-a lungul coastelor Marocului și Algeriei este înregistrată mai ales în martie. În timpul toamnei, deplasările locale sunt probabil comune în toate populațiile ca urmare a împrăștierii juvenililor și a variațiilor în disponibilitatea resurselor alimentare sezoniere, de ex. a boabelor. În Israel, păsările nemature ale subspeciei locale cuibăritoare (momus) efectuează deplasări altitudinale.

## Statutul și conservarea
Specia nu este amenințată la nivel global. În unele locuri este comună sau foarte comună; în habitatele favorabile uneori este cea mai abundentă specie aviană.
În Europa, populația cuibăritoare este estimată la 7.650.000-16.100.000 perechi, ceea ce echivalează cu 15.300.000-32.100.000 de indivizi adulți (BirdLife International 2015). Europa deține 60% din efectivul global, deci o estimare preliminară a mărimii populației globale este de 25.500.000-53.500.000 indivizi adulți, deși este necesară validarea ulterioară a acestei estimări. Densitatea speciei ajunge până la 7,4-10 perechi cuibăritoare/10 ha.
Specia și-a extins arealul de cuibărit începând cu secolul al XIX-lea în unele țări, și anume în Spania, Franța, Italia, Bulgaria, România, Malta și Cipru. Populația se pare că este în creștere datorită extinderii recente a arealului de cuibărit. În Europa, trendul populațional în 1989-2013 au fost stabil (EBCC 2015).
Subspecia Sylvia melanocephala norrisae a fost limitată la Faiyum (în nordul Egiptului), unde a fost comună până în anii 1920, iar ultimul exemplar a fost găsit în 1939; în prezent este considerată dispărută; dispariția ei a fost probabil cauzată de pierderea habitatului și de salinizarea terenurilor. 
Iernile extrem de aspre pot influența supraviețuirea acestei specii (în special în părțile nordice ale arealului); astfel, iernile din 1946-47 și 1962-63 au avut un impact negativ asupra populației din sudul Franței, iar iarna din 2001-2002 a cauzat o descreștere a populației în nord-estul Spaniei, în unele cazuri numărul de perechi cuibăritoare scăzând până la 50%. S-a sugerat că încălzirea climatică globală actuală ar putea aduce beneficii acestei specii în Europa. Dimpotrivă, încălzirea globală a fost sugerată ca o cauză a scăderii masei corporale și a stării corpului observată pentru această specie și pentru alte paseriforme sedentare în Israel între 1950 și 1999.